# Шакпак (Амангельдинський район)
Шакпа́к (каз. Шақпақ) — село у складі Амангельдинського району Костанайської області Казахстану. Входить до складу Амантогайського сільського округу.
Населення — 59 осіб (2021; 89 у 2009, 282 у 1999, 601 у 1989).
В радянські часи село називалось Аксуат.